# Bulgari di Romania
I Bulgari di Romania sono un gruppo etnico minoritario romeno. Il censimento 2002 conta 8.025 bulgari dichiarati.

## Distribuzione
| Distretto | Bulgari | Percentuale |
| --------- | ------- | ----------- |
| Timiș     | 5.562   | 0,82%       |
| Arad      | 819     | 0,18%       |
| Dâmbovița | 658     | 0,12%       |
| București | 370     | 0,02%       |

Vivono in tre regioni principalmente, con origini e storia diverse:
- 1) Banato (Bulgari bănățeni)
- 2) Muntenia (e Oltenia), nelle zone di câmpie, dove sono chiamati "sârbi". Sono i "sârbi" di fatto bulgari.[1] Non beneficiano di educazione e liturgia in lingua materna e sono quindi sottoposti a un processo di assimilazione. Anche se i censimenti parlano di poche migliaia di bulgari, il numero reale può essere di circa 100.000 persone, e a livello nazionale si dichiarano comunemente "români". Questi bulgari sono discendenti di popolazioni rifugiate dalle repressione ottomana dal XV al XIX secolo. In prima istanza nel XX secolo vi sono presenti bulgari emigrati per motivi economico sociali.
- 3) Dobrugia del Nord: la maggioranza ha lasciato la Romania nel 1940 verso la Bulgaria secondo il trattato di Craiova; oggi vivono solo alcune centinaia di bulgari. Qui c'è la più antica comunità bulgara di Romania, dal VII secolo.
- 4) Transilvania e nord Muntenia: Bulgari colonizzatori dal medio evo in Transilvania e nord Muntenia sono assimilati da lungo tempo, chiamati Șchei (ad esempio a Brașov o Câmpulung), che mantengono le tradizioni bulgare.[2]

A questi si aggiungono:
- Bessarabia (Bulgari bessarabi): nel territorio tra il 1856 e il 1878 (Cahul, Bolgrad e Ismail), rispettivamente tra il 1918 e 1940 e il periodo 1941-1944 in Romania vivevano 194.662 bulgari, emigrati qui per la prima volta nel sec. XIX. Oggi il territorio appartiene alla Repubblica Moldova e all'Ucraina. Il centro nella città di Bolhrad.
- Transnistria, tra il 1941 e 1944 fu incorporata alla Romania e nel 1941 contava 27.638 bulgari.
- Cadrilater, appartenuto alla Romania tra il 1913 e il 1940, con maggioranza relativa della popolazione bulgara.

## Politica

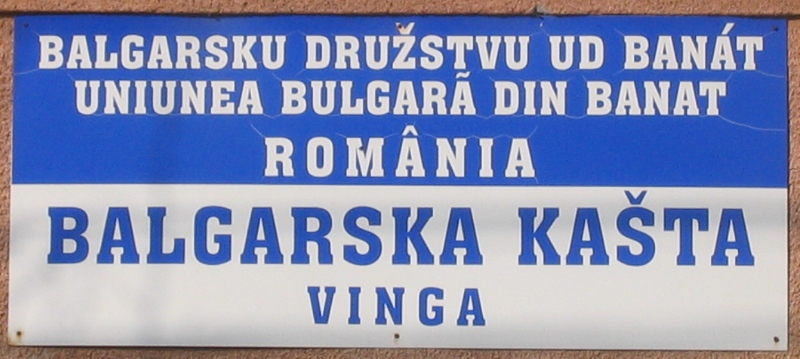
Sigla UBBR, sede di Vinga

I bulgari di Romania sono organizzati nella Asociația Culturală Bulgară, poi divenuta Uniunea Democrata Bulgara din Romania (UDBR)
Nel periodo 1990 - 1996, la rappresentanza della minoranza bulgara alla Camera Deputaților fu detenuta dalla Uniunii Bulgare din Banat, da Carol Ivanciov. Le elezioni del 1996, la rappresentanza bulgara nel Parlamentul României fu vinta dalla Asociației Culturale Bulgare din Romania, nella persona di Florin Simion. In questa elezione, A.C.B.R ottenne 5.359 voti, e la Uniunea Bulgară din Banat 4.115 voti. Le elezioni del novembre 2000 vennero vinte da Petru Mirciov, del partito Uniunii Bulgare din Banat.

## Galleria d'immagini

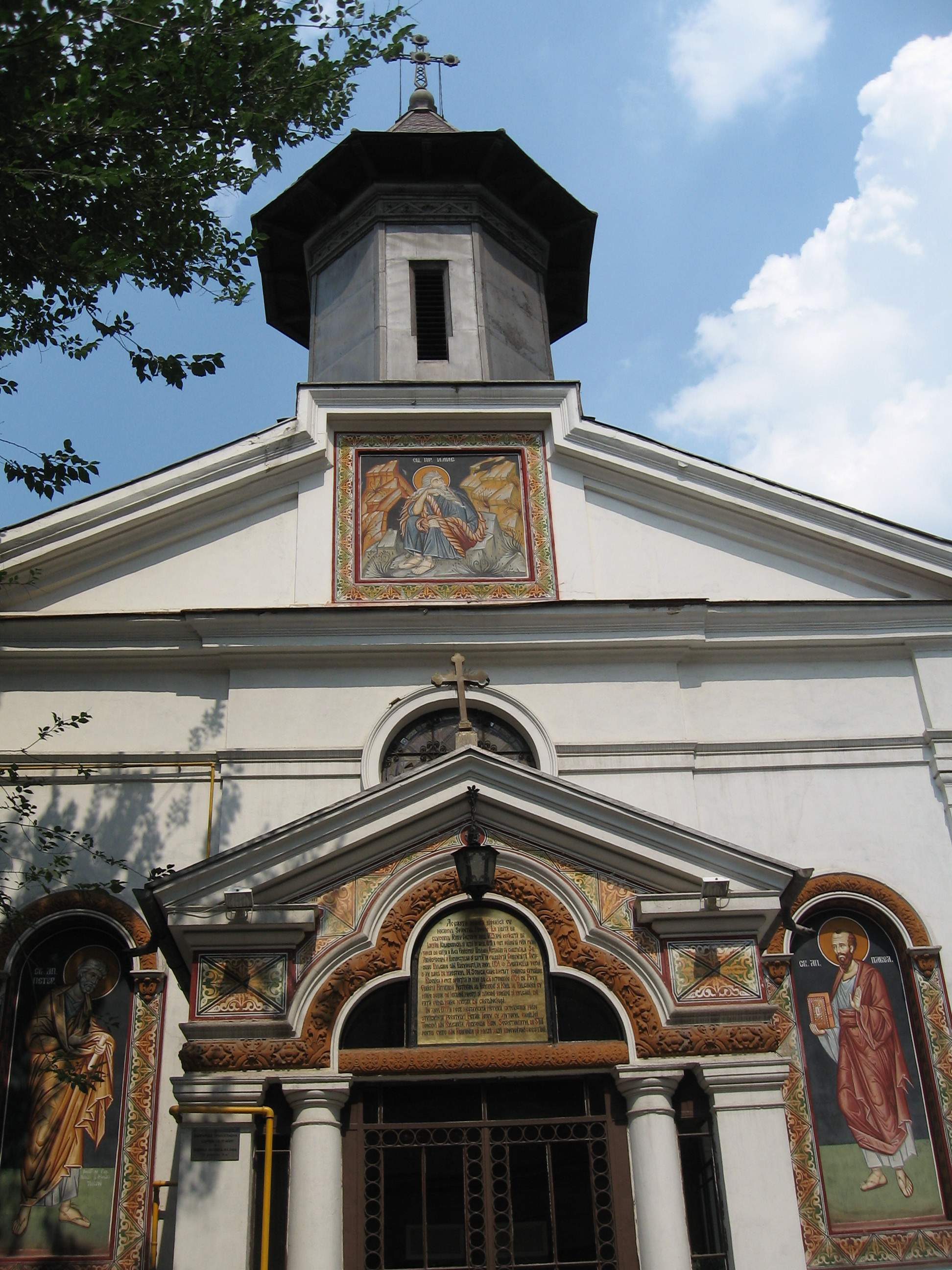
Biserica ortodoxă bulgară "Sf. Prooroc Ilie" di Bucarest
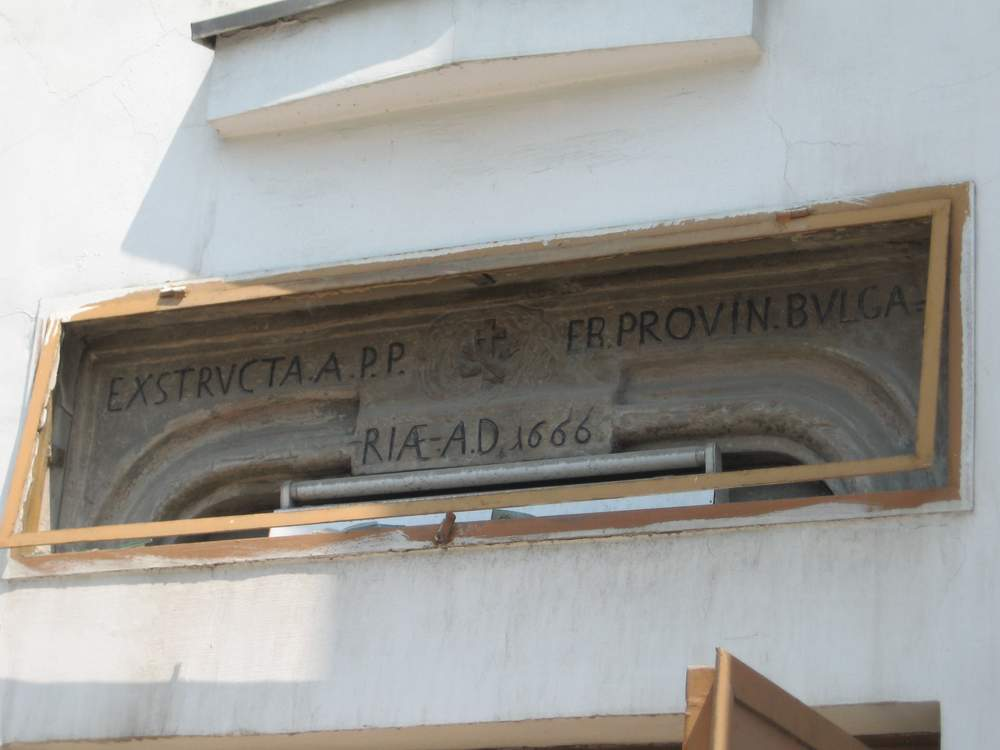
Iscrizione della Biserica Bărăţia din Bucureşti
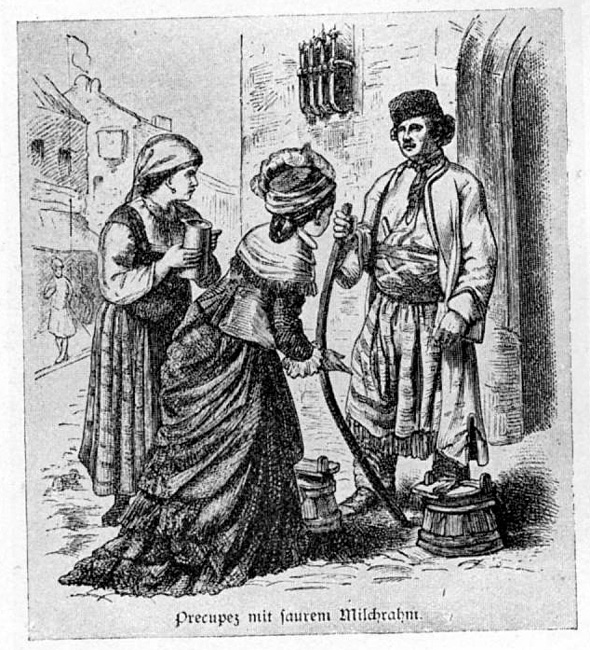
Precupeţ bulgaro a Bucarest (1880)